# باول كوستيا
باول كوستيا (بالرومانية: Paul Costea)‏ هو لاعب كرة قدم روماني في مركز الوسط، ولد في 2 مارس 1999 في كلوج نابوكا في رومانيا. لعب مع CS Gaz Metan Mediaș ‏.

## وصلات خارجية
- باول كوستيا على موقع قاعدة بيانات كرة القدم.إي يو (الإنجليزية)
- باول كوستيا على موقع Soccerway.com (الإنجليزية)